# Catarata Pabellón
La Catarata Pabellón es un salto de agua de aproximadamente 400 metros de caída, ubicado en el departamento de Amazonas, Perú. La catarata es una de las caídas más altas del Perú y del departamento de Amazonas. Recibe la denominación por el nombre de un cerro donde se encuentra ubicada.

## Ubicación
Se encuentra en la ceja de selva del distrito de Cuispes. El recorrido es de una hora y se puede observar alrededor orquídeas y bromelias. La catarata se encuentra entre la catarata Yumbilla y las cataratas La Chinata.